# Ридикюль

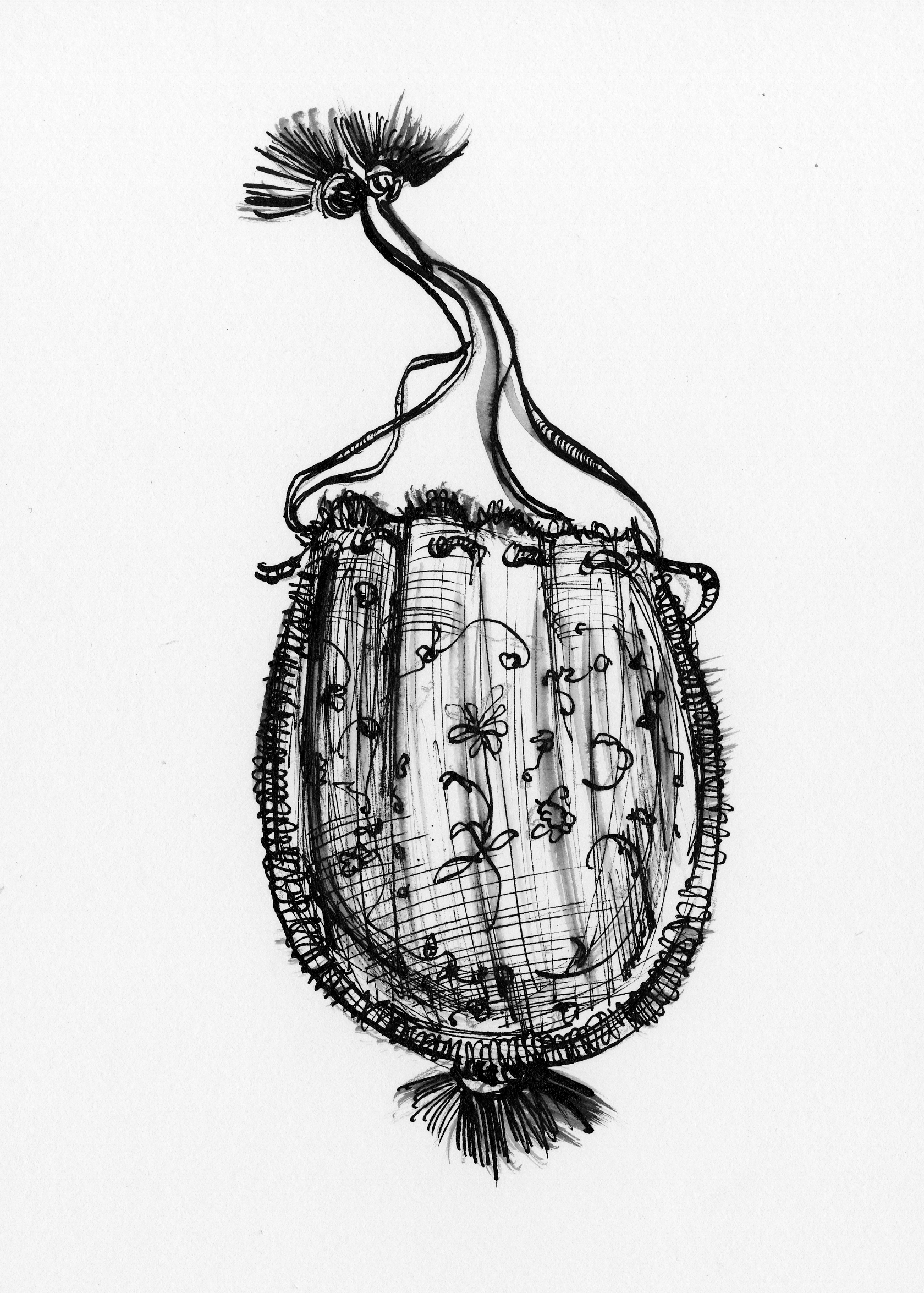

Ридикю́ль (фр. réticule < лат. reticulum) — жіноча сумка, торбинка замість кишені, в якій жінки носять гроші; маленька жіноча сумочка.
З'явилась на початку XIX століття. В жіночих сукнях кишень не було, тому й увійшли в моду сумочки у вигляді кошика або мішечка; вони отримали назву «ретикюль» (в перекладі з латинської — «сітка», «плетена сумка»), але пізніше назва змінилася на «ридикюль» (фр. ridicule — «смішний»).